# Saint-Symphorien-sur-Coise

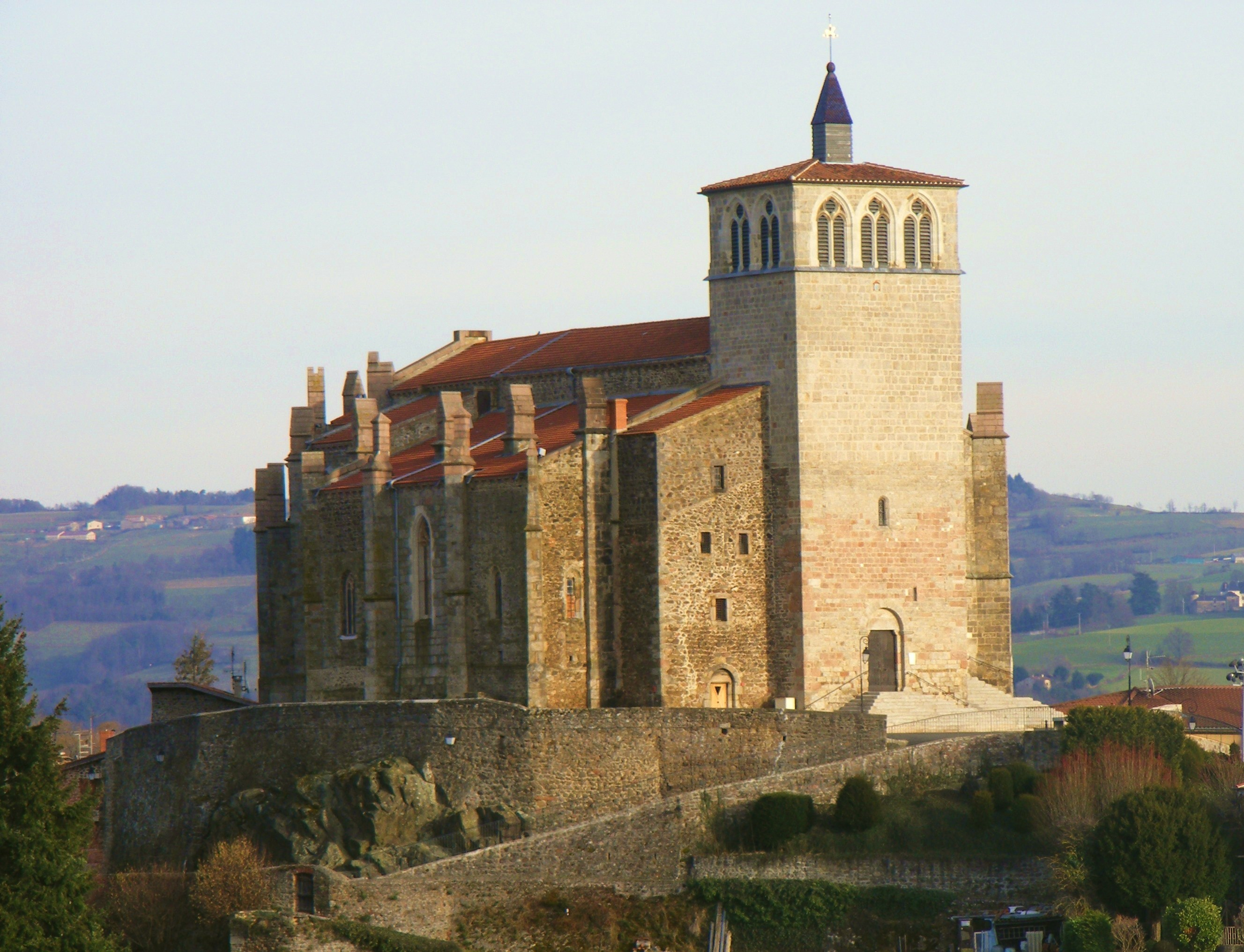
Kościół w Saint-Symphorien-sur-Coise, 2008

Saint-Symphorien-sur-Coise – miejscowość i gmina we Francji, w regionie Owernia-Rodan-Alpy, w departamencie Rodan.
Według danych na rok 1990 gminę zamieszkiwało 3211 osób, a gęstość zaludnienia wynosiła 789 osób/km² (wśród 2880 gmin regionu Rodan-Alpy Saint-Symphorien-sur-Coise plasuje się na 274. miejscu pod względem liczby ludności, natomiast pod względem powierzchni na miejscu 1582.).
Miejsce urodzenia Antoine Pinay.